# Campeonato Mundial de Duatlón Campo a Través
El Campeonato Mundial de Duatlón Campo a Través es la máxima competición internacional de duatlón campo a través. Es organizado desde 2022 por la Unión Internacional de Triatlón.

## Ediciones
| N.º | Año  | Sede        | País      |
| --- | ---- | ----------- | --------- |
| I   | 2022 | Târgu Mureș | Rumania   |
| II  | 2023 | Ibiza       | España    |
| III | 2024 | Townsville  | Australia |
| IV  | 2025 | Pontevedra  | España    |

## Palmarés

### Masculino
| N.º | Año  | Sede                     | Oro                         | Plata                             | Bronce                        |
| --- | ---- | ------------------------ | --------------------------- | --------------------------------- | ----------------------------- |
| I   | 2022 | Târgu Mureș · ( Rumania) | Thibaut De Smet · Bélgica   | Sébastien Carabin · Bélgica       | Alessandro Saravalle · Italia |
| II  | 2023 | Ibiza · ( España)        | Sébastien Carabin · Bélgica | Jens Emil Sloth Nielsen Dinamarca | Alessandro Saravalle · Italia |
| III | 2024 | Townsville ( Australia)  | Michele Bonacina · Italia   | Sébastien Carabin · Bélgica       | Benjamin Forbes Australia     |
| IV  | 2025 | Pontevedra · ( España)   | Thibaut De Smet · Bélgica   | Sébastien Carabin · Bélgica       | Arthur Forissier Francia      |

### Femenino
| N.º | Año  | Sede                     | Oro                            | Plata                          | Bronce                       |
| --- | ---- | ------------------------ | ------------------------------ | ------------------------------ | ---------------------------- |
| I   | 2022 | Târgu Mureș · ( Rumania) | Eleonora Peroncini · Italia    | Carina Wasle · Austria         | Noor Dekker · Países Bajos   |
| II  | 2023 | Ibiza · ( España)        | Diede Diederiks · Países Bajos | Anna Zehnder · Suiza           | Eva García González · España |
| III | 2024 | Townsville ( Australia)  | Marta Menditto · Italia        | Kristína Lapinová · Eslovaquia | Maeve Kennedy Australia      |
| IV  | 2025 | Pontevedra · ( España)   | Anna Zehnder · Suiza           | Noemi Bogiatto · Italia        | Laura Gillard Australia      |

## Medallero histórico
- Actualizado hasta Pontevedra 2025 (prueba élite individual).[1]

| Núm. | País         | Oro | Plata | Bronce | Total |
| ---- | ------------ | --- | ----- | ------ | ----- |
| 1    | Bélgica      | 3   | 3     | 0      | 6     |
| 2    | Italia       | 3   | 1     | 2      | 6     |
| 3    | Suiza        | 1   | 1     | 0      | 2     |
| 4    | Países Bajos | 1   | 0     | 1      | 2     |
| 5    | Austria      | 0   | 1     | 0      | 1     |
| 5    | Dinamarca    | 0   | 1     | 0      | 1     |
| 5    | Eslovaquia   | 0   | 1     | 0      | 1     |
| 8    | Australia    | 0   | 0     | 3      | 3     |
| 9    | España       | 0   | 0     | 1      | 1     |
| 9    | Francia      | 0   | 0     | 1      | 1     |
|      | TOTAL        | 8   | 8     | 8      | 24    |